# Rantajärvi (sjö i Nyslott, Södra Savolax)
Rantajärvi är en sjö i kommunen Nyslott i landskapet Södra Savolax i Finland. Sjön ligger 92,4 meter över havet. Arean är 53 hektar och strandlinjen är 6,86 kilometer lång. Sjön  ingår i Vuoksens huvudavrinningsområde.   Den ligger omkring 110 kilometer öster om S:t Michel och omkring 290 kilometer nordöst om Helsingfors. 